# Jewfimija Pawlowna Nossowa

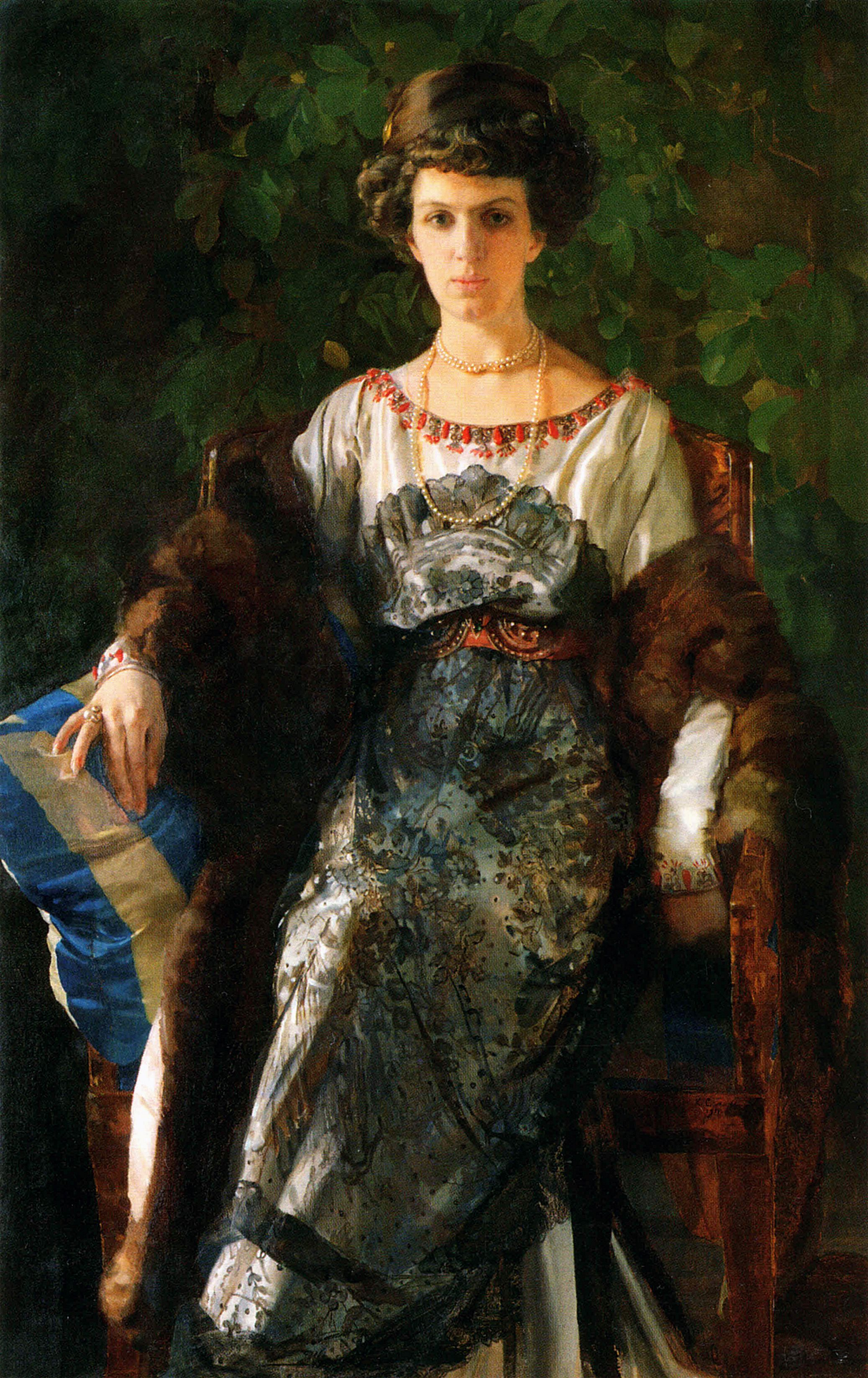
Jewfimija Pawlowna Nossowa in einem Kleid der Modedesignerin Nadeschda Petrowna Lamanowa (K. A. Somow, 1911, Tretjakow-Galerie)

Jewfimija Pawlowna Nossowa, geboren  Jewfimija Pawlowna Rjabuschinskaja, (russisch Евфимия Павловна Носова, Geburtsname russisch Рябушинская; * 8. Augustjul. / 20. August 1881greg. in Moskau; † 26. August 1976 in Rom) war eine russische Kunstsammlerin.

## Leben
Jewfimija Pawlowna war die älteste Tochter des altgläubigen Unternehmers Pawel Michailowitsch Rjabuschinski. Ihre Mutter Alexandra Stepanowna war die Tochter  des reichen Getreidehändlers Stepan Tarassowitsch Owssjannikow, der 1874 wegen Brandstiftung bei einem Konkurrenten zu Freiheitsverlust verurteilt wurde.

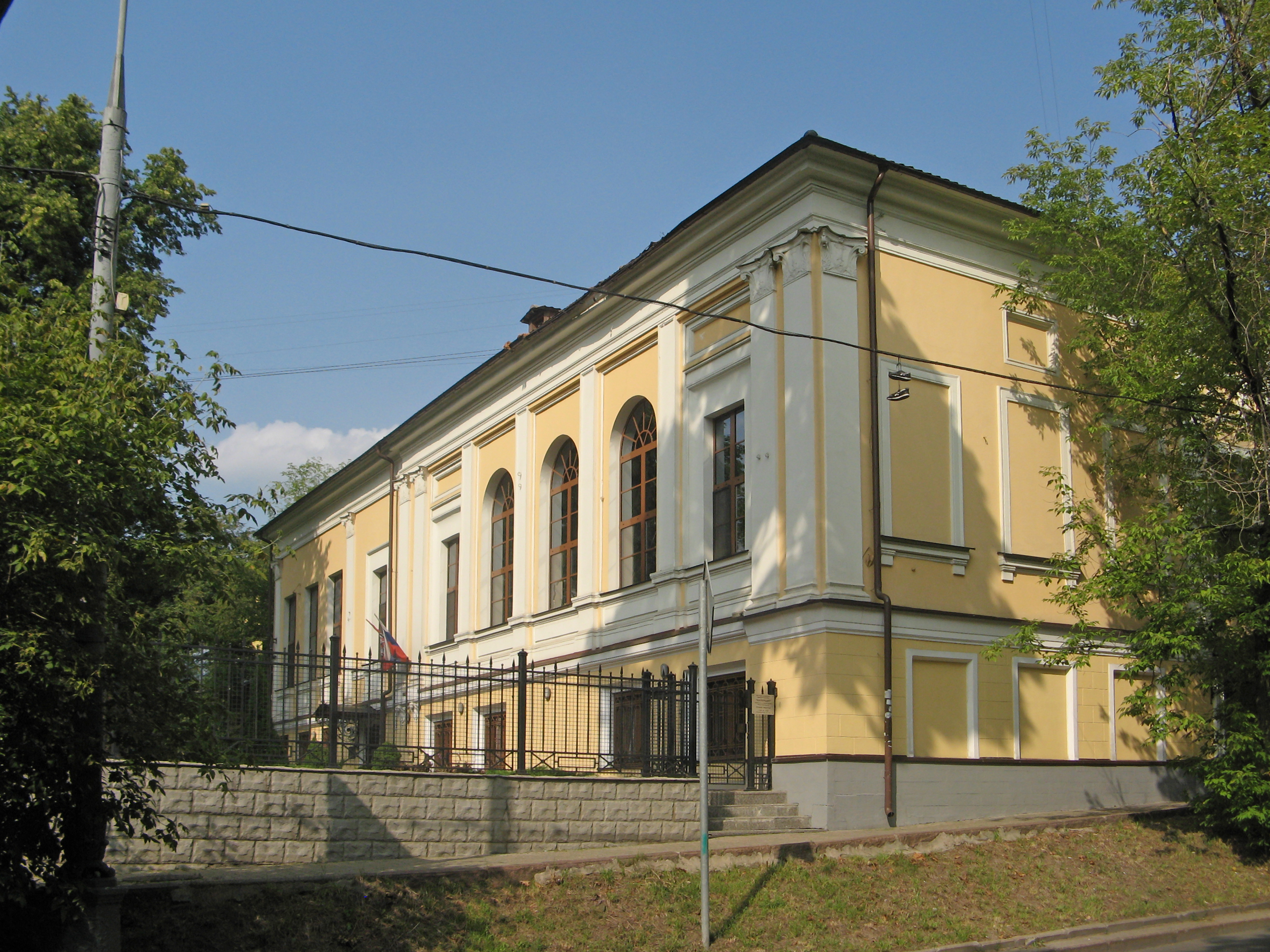
J.-P.-Nossowa-Villa

Jewfimija Pawlowna heiratete 1902 den Textilunternehmer Wassili Wassiljewitsch Nossow, der mit den Brüdern Pawel, Wladimir und Michail Pawlowitsch Rjabuschinski 1912 die Moskauer Bank gründete. Der Vater Wassili Dmitrijewitsch Nossow überließ dem jungen Paar seine alte große Villa an der Malaja Semjonowskaja Uliza 1, die nun J.-P.-Nossowa-Villa genannt wurde, und ließ 1903 für sich und seine unverheiratete Tochter daneben von Lew Nikolajewitsch Kekuschew die neue W.-D.-Nossow-Villa im Stil der auf dem Jugendstil basierenden Moskauer Moderne bauen. Zur Gestaltung der Innenräume der J.-P.-Nossowa-Villa lud Nossowa den Architekten Iwan Wladislawowitsch Scholtowski und die Künstler Walentin Alexandrowitsch Serow, Jewgeni Jewgenjewitsch Lansere und Mstislaw Walerianowitsch Dobuschinski ein.
Nossowa folgte dem Beispiel ihrer Brüder Michail, Nikolai und Stepan Pawlowitsch Rjabuschinski und sammelte Gemälde, wobei sie sich auf die Werke russischer Maler beschränkte. In ihrer Sammlung vertreten waren die Maler Wladimir Lukitsch Borowikowski, Alexei Gawrilowitsch Wenezianow, Orest Adamowitsch Kiprenski, Dmitri Grigorjewitsch Lewizki, Fjodor Stepanowitsch Rokotow, Michail Iwanowitsch Terebenjow, Wassili Andrejewitsch Tropinin, Pietro Rotari und Salvatore Tonci. Nossowas Haus gehörte zu den Kunstzentren Moskaus. Sie veranstaltete Literaturabende, Theatervorstellungen und Vernissagen unter Beteiligung Michail Alexejewitsch Kusmins, Sergei Jurjewitsch Sudeikins, Konstantin Andrejewitsch Somows, Mstislaw Walerianowitsch Dobuschinskis und anderer. Sie selbst stand vielen jungen Künstlern Modell, so Alexander Jakowlewitsch Golowin, Konstantin Andrejewitsch Somow, Anna Semjonowna Golubkina und Nikolai Petrowitsch Feofilaktow. Nossowas Neffe Juri Alexejewitsch Bachruschin bezeichnete seine Tante als typische Vertreterin des mäzenatischen Moskauer Kapitalismus.
Nach der Oktoberrevolution emigrierte Nossowa, nachdem sie ihre kostbarsten Gemälde vorläufig an die Tretjakow-Galerie und das nach ihrem Schwager Alexei Alexandrowitsch Bachruschin benannte Theatermuseum gegeben hatte. Nossowas Gemälde im Theatermuseum kamen später auch in die Tretjakow-Galerie.
Nossowa wurde auf dem römischen Cimitero del Verano begraben.